# Рибачий (Волгоградська область)
Рибачий (рос. Рыбачий) — селище у Середньоахтубінському районі Волгоградської області Російської Федерації.
Населення становить 201 особу. Входить до складу муніципального утворення Фрунзенське сільське поселення.

## Історія
Селище розташоване у межах українського історичного та культурного регіону Жовтий Клин.
Згідно із законом від 5 квітня 2005 року № 1040-ОД органом місцевого самоврядування є Фрунзенське сільське поселення.

## Населення
| 2010 |
| ---- |
| 201  |